# Psiloderces leclerci
Psiloderces leclerci là một loài nhện trong họ Ochyroceratidae. Loài này phân bố ở Celebes.